# Saint-Féliu-d'Avall
Saint-Féliu-d'Avall là một xã trong tỉnh Pyrénées-Orientales, vùng Occitanie phía nam nước Pháp. Xã Saint-Féliu-d'Avall nằm ở khu vực có độ cao trung bình 87 mét trên mực nước biển.

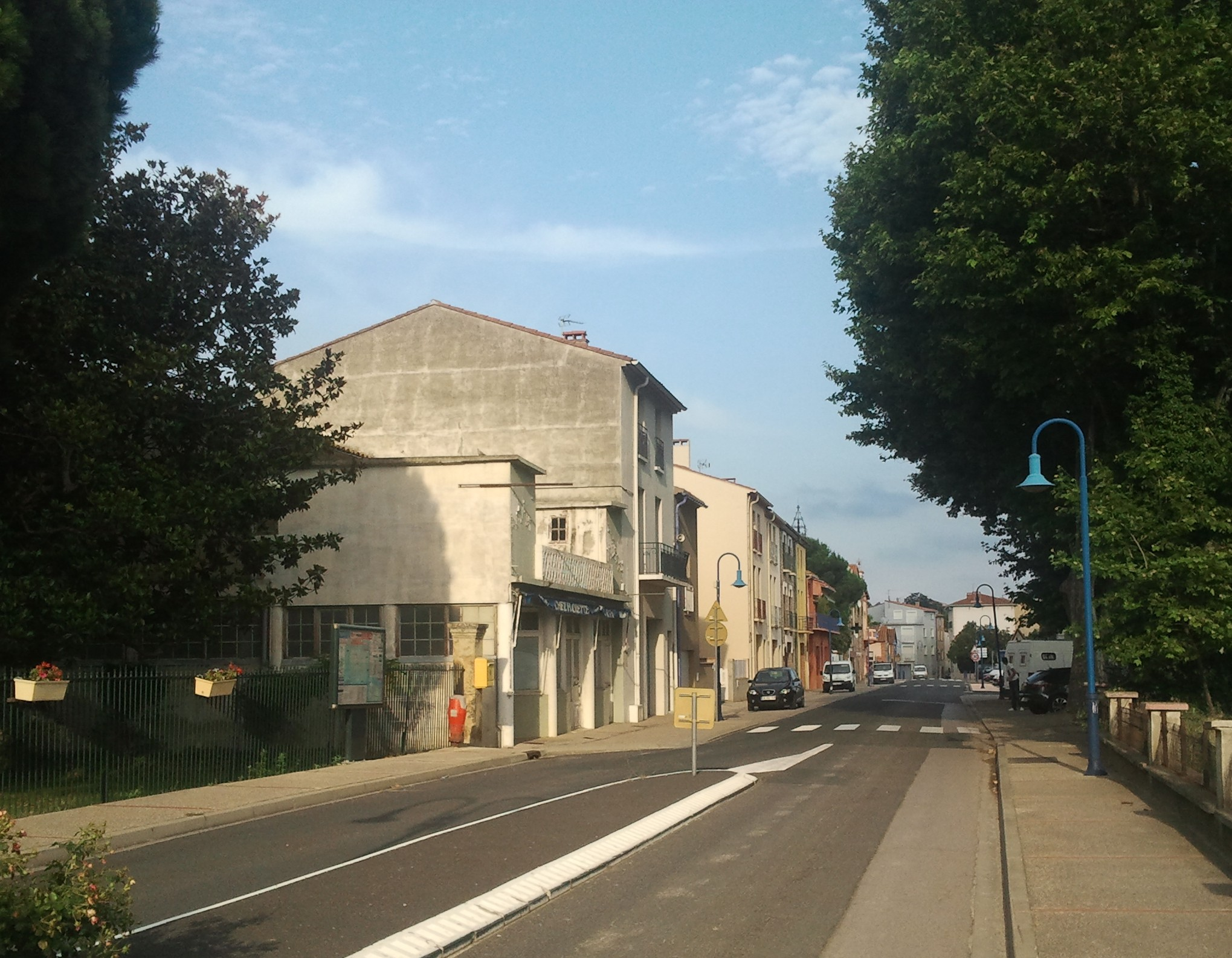
Saint-Féliu-d'Avall